# KIDS (アルバム)
『KIDS』（キッズ）は、1985年8月31日に発売された早見優の企画アルバム。発売元はトーラスレコード。規格品番はLP:25TR-2078、CT:25TT-1078。

## 概要
A面はオリジナル曲、B面は早見本人が主演を務めた松竹映画『KIDS』(キッズ) のサウンドトラックという二部構成から成る企画アルバム。
2012年4月にオリジナル・アルバムを全て収めたCD-BOX『Thank YU〜30th Anniversary Special Box〜』が発売された際には、本作とミニアルバム『YŪ』、更に1994年に"Banilla Blu"名義でリリースしたシングルなどのボーナス・トラックが追加され、『KIDS+YŪ+4』としてDisc-15に収録された。
2021年1月13日には、ビクターエンタテインメントより音楽配信が開始された。

## 収録曲

### LP／CT

#### Side A "P.S. SIDE"
1. PASSION
作詞・作曲: 中原めいこ / 編曲: 新川博
  - 映画「KIDS」主題歌。
  - 冒頭に劇中の早見の台詞が追加されており、シングルとはイントロが異なる。
2. 女のハートは右にある
作詞: 森雪之丞 / 作曲: 伊藤銀次 / 編曲: 入江純
3. His Rain
作詞: 松本一起 / 作曲・編曲: 大谷和夫
4. TOY BOY
作詞: 松尾由紀夫 / 作曲・編曲: 伊藤銀次
5. REMEMBER?（PARTII）
作詞・作曲: Annie / 編曲: 伊藤銀次
  - アルバム『WOW!』収録「REMEMBER?」の英語バージョン。
  - 映画『KIDS』の劇中で使用された。

#### Side B "CINEMA SIDE"
- 全作曲・編曲: ミッキー吉野

1. Busted〜Boys
2. Street Bum
3. Believe
4. Basic Love theme
5. Back-bay blues

### KIDS+YŪ+4

#### 『KIDS』
1. PASSION
2. 女のハートは右にある
3. His Rain
4. TOY BOY
5. REMEMBER?（PARTII）
6. Busted～Boys
7. Street Bum
8. Believe
9. Basic Love theme
10. Back-bay blues

#### 『YŪ』
- 「THEME "L"」全作曲・編曲：Masae Nanbu

1. THEME "L"（PART 1）
2. Tonight (ENGLISH VERSION)
作詞: Annie / 作曲: NOBODY / 編曲: YUTAKA MOGI / 英語詞: MAYUMI
3. THEME "L"（PART 2）
4. STAND UP (ENGLISH VERSION)
作詞・作曲: Rick Springfield / 編曲: OSAMU TOZUKA
5. THEME "L"（PART 3）
6. THEME "L"（PART 4）
7. PASSION (ENGLISH VERSION)
作詞・作曲: MEIKO NAKAHARA / 編曲: HIROSHI SHINKAWA / 英語詞: MAYUMI
8. THEME "L"（PART 5）
9. CLASH (ENGLISH VERSION)
作詞: IKKI MATSUMOTO / 作曲: UFO IWASATO・KAZUTOSHI MIURA / 編曲: HIROSHI SHINKAWA / 英語詞: MAYUMI
10. THEME "L"（PART 6）

#### +4（Bonus Track）
1. SHOOTING STAR　by Banilla Blu
作詞・作曲: HINOKY TEAM / 編曲: 2ND FUNK-TION
2. I FEEL LOVE　by Banilla Blu
作詞: Banilla Blu / 作曲: Iceman & STARR GAZER
3. SHOOTING STAR (beauty and the beast mix)　by Banilla Blu
作詞・作曲: HINOKY TEAM / 編曲: 2ND FUNK-TION
4. CHANCE（英語ヴァージョン）
作詞: Yu Hayami / 作曲: 中原めいこ / 編曲: 岡本洋・中原めいこ